# Plan Colombia
Plan Colombia ist ein Programm der kolumbianischen Regierung, das die Armee legitimiert, für polizeiliche Zwecke aktiv zu werden. Offiziell ausgerichtet ist der Plan auf den sogenannten „Krieg gegen Drogen“.
Der Plan wurde im September 1999 vom Präsidenten Kolumbiens, Andrés Pastrana, in englischer Sprache veröffentlicht, als „Plan für den Frieden, den Wohlstand und die Erneuerung des Staates“.

## Folgen des Plan Colombia
Neben der Militarisierung der Gesellschaft sind in Kolumbien Umweltschäden und Gesundheitsschäden durch das Besprühen von echten oder vermeintlichen Koka-Pflanzungen mit Herbiziden Folgen des Programms. Vorwiegend werden Kokaplantagen in Besitz der Guerillaorganisation FARC besprüht. Die Korruption im kolumbianischen Heer verhindert, dass diese Aktionen effizient durchgeführt werden. Oft werden als „Gefälligkeiten“ die falschen Gebiete besprüht. Dabei wurden in Kolumbien, neben dem von vielen Wissenschaftlern als biologische Waffe klassifizierten Pilz Fusarium oxysporum, die Herbizide Paraquat, Triclopyr, Imazapyr, Hexazinon, Tebuthiuron und Glyphosat eingesetzt. Gemäß Adolfo Maldonado von der Umweltschutzorganisation Acción Ecológica in Quito gibt es Untersuchungen der Universität von Missouri, die belegen können, dass mit je zwei Hektar Drogenanpflanzungen, die vernichtet werden, auch ein Hektar Wald und andere Nutzpflanzen vernichtet werden. Von den Umwelt- und Gesundheitsschäden sind vor allem die Unterschichten auf dem Land betroffen. Für andere Schichten der kolumbianischen Gesellschaft folgte aus dem plan colombia ein wirtschaftlicher Aufschwung, da versprochene finanzielle Unterstützungen gezahlt wurden, das außenpolitische Image sich verbesserte und die Zahl der ausländischen Direktinvestitionen stieg.
Im Jahr 2007 nahm der Koka-Anbau in Kolumbien gegenüber dem Vorjahr um 27 % zu. Die Produktionsmenge an Kokain blieb jedoch stabil. Sollten die Kolumbianer das Problem FARC weiter zurückdrängen können, rechnet man auch mit einer besseren Kontrolle des Koka-Anbaus in Kolumbien.

## Unterstützung seitens der USA

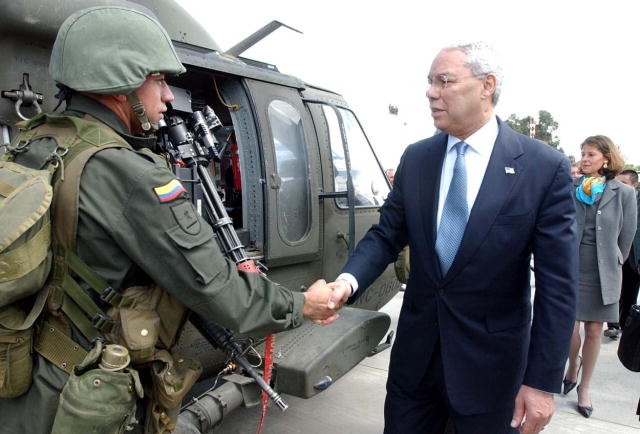
Colin Powell bei einem Besuch in Kolumbien im Zusammenhang mit dem Plan Colombia

Am 13. Juli 2000 unterzeichneten Präsident Bill Clinton und sein kolumbianischer Amtskollege Andrés Pastrana den Plan Colombia, der mit dem Drogenhandel und den Guerillas aufräumen sollte. Die USA bewilligten 3,7 Milliarden Dollar Militärhilfe für den Plan Colombia (Stand 2005). Am 9. Oktober 2004 beschloss der US-Kongress eine Verdoppelung des US-Militärpersonals in Kolumbien. Der Großteil der personellen militärischen Unterstützung wird jedoch durch „Sicherheitsdienstleister“ wie DynCorp gewährleistet.
Der Plan Colombia gilt als Teil eines in den USA entwickelten, strategischen Sicherheitskonzepts für den amerikanischen Kontinent.
Ziel dieses Plans ist die Umwandlung der Armeen in Lateinamerika zu reinen Polizeieinheiten – zu sogenannten „Komplementärkräften“. Kritiker, wie der Historiker und Schriftsteller Carlos Montemayor, sehen darin eine Entmachtung der einzelnen Länder gegenüber den USA: „Das langfristig angestrebte Ziel der nordamerikanischen strategischen Programme ist dabei, die US-Armee zur einzigen auf dem amerikanischen Kontinent bestehenden militärischen Streitmacht auszubauen.“ Bedenkt man jedoch die topographische Beschaffenheit und die fragmentierten Machtverhältnisse in Kolumbien, so ist dieses Szenario äußerst zweifelhaft.
Am 30. Oktober 2009 unterzeichneten der kolumbianische Außenminister Jaime Bermúdez und der US-Botschafter William Brownfield ein neues Abkommen, das den USA über einen (verlängerbaren) Zeitraum von zehn Jahren die Nutzung von sieben Militärbasen auf kolumbianischem Territorium erlaubt – mit denselben Zielen wie schon im Plan Colombia. Die Stützpunkte befinden sich in Palanquero, Malambo, Apiay, Cartagena, Málaga, Larandia und Tolemaída. Noch vor der Unterzeichnung stieß das neue Abkommen beim Gipfel der Union Südamerikanischer Staaten (Unasur) auf ein überwiegend negatives Echo, vor allem seitens Venezuelas.

## Unterstützung seitens Deutschland und der EU
Die Abgeordneten Klaus-Jürgen Hedrich, Friedbert Pflüger, Christian Ruck und weitere Abgeordnete und die Fraktion der CDU/CSU stellten 2004 einen Antrag auf Unterstützung der kolumbianischen Drogenpolitik: „Für einen europäisch-kolumbianischen Dialog und einen erfolgreichen Friedensprozess in Kolumbien einsetzen“. Darin wird von den bundesdeutschen Politikern auch eine Verfassungsänderung zu Gunsten des amtierenden kolumbianischen Präsidenten unterstützt: „Die kolumbianische Bevölkerung hat diese Maßnahmen und auch die Arbeit der Sicherheitsorgane positiv bewertet. Als Folge wird eine Verfassungsänderung erwogen, die Präsident Alvaro Uribe Velez eine direkte Wiederwahl ermöglicht und die Fortsetzung seiner Politik der ‚demokratischen Sicherheit’ garantieren soll.“